# Forvarder
Forvarder ali gozdarski traktor (angleško forwarder) je gozdarski stroj, ki pobere posekane hlode, jih naloži na zadnjo prikolico in jih odpelje na zbirno mesto. Majhni forvarderji imajo kapaciteto do 8 ton, srednji do 14 ton, večji pa do 20 ton. 
Podobna naprava je skider, vendar slednji samo vleče hlode.

## Proizvajalci forvarderjev
- Barko Hydraulics, LLC
- Caterpillar Inc.
- Fabtek
- John Deere (Timberjack)
- Malwa
- Ponsse
- Tigercat
- Timber Pro
- Valmet